# ドゥランゴ (ドゥランゴ州)
ドゥランゴ (Durango、公式にはVictoria de Durango) は、メキシコ北部にあるドゥランゴ州の州都であり、州内で最多の人口を有する都市でもある。人口は約600,000人。

## 歴史
1563年にスペインの探検家フランシスコ・デ・イバラにより建設された。スペイン植民地時代にはヌエバ・エスパーニャにおける、現在のドゥランゴ州からチワワ州を含むヌエバ・ビスカヤ州(Nueva Vizcaya)の州都であった。

## 地勢
- ドゥランゴは、メキシコ高原中西部に位置する（標高1,890m）。

## 出身人物
- ラモン・ノヴァロ
- ドロレス・デル・リオ

## 姉妹都市
国内のマサトランの他、他国の同名都市と姉妹都市提携を結んでいる。
- デュランゴ　（アメリカ合衆国 コロラド州）
- ドゥランゴ （スペイン）
- マサトラン （メキシコ）